# Антипинський (Карпинський міський округ)
Анти́пинський (рос. Антипинский) — селище у складі Карпинського міського округу Свердловської області.
Населення — 46 осіб (2010, 53 у 2002).
Національний склад населення станом на 2002 рік: росіяни — 60 %, татари — 28 %.